# Colletes azureus
Colletes azureus là một loài Hymenoptera trong họ Colletidae. Loài này được Friese mô tả khoa học năm 1912.